# Juan Carlos Riveros
Juan Carlos Riveros (nacido el 4 de marzo de 1960) es un exfutbolista paraguayo. Se desempeñaba como delantero.

## Carrera
Jugó durante 1981 en Rosario Central. Su debut se produjo el 17 de mayo versus Platense, con victoria canalla 2-1, en cotejo válido por la 18.ª fecha del Campeonato Metropolitano. El entrenador auriazul Ángel Tulio Zof lo utilizó en otros cuatro partidos ese mismo año.

## Clubes
| Club               | País      | Año       |
| ------------------ | --------- | --------- |
| Deportivo Italiano | Argentina | 1977-1979 |
| Arsenal            | Argentina | 1980      |
| Rosario Central    | Argentina | 1981      |
| Colón              | Argentina | 1982      |
| Deportivo Morón    | Argentina | 1983      |
| Racing Club        | Argentina | 1985      |
| Tembetary          | Paraguay  | -         |
| Nacional           | Paraguay  | -         |